# Гај (Сребреница)
Гај је насељено мјесто у општини Сребреница, Република Српска, БиХ. Према попису становништва из 2013. у насељу је живјело 137 становника.

## Становништво
| Демографија | Демографија | Демографија |
| Година      | Становника  | Становника  |
| ----------- | ----------- | ----------- |
| 1948.       | 497         |             |
| 1953.       | 586         |             |
| 1961.       | 646         |             |
| 1971.       | 581         |             |
| 1981.       | 539         |             |
| 1991.       | 437         |             |
| 2013.       | 137         |             |